# لغة أوتومي
أوتومي هي عائلة لغات أوتوبامية يتحدث بها نحو 240 ألف من أفراد شعب أوتومي ضمن المرتفعات الوسطى في منطقة المكسيك. تشمل أوتومي عدة لغات مترابطة ارتباطًا وثيقًا، كثير منهم غير قابل للفهم على نحو متبادل. اقتُرحت كلمة «هنيهينو» اسمًا مستعارًا، ولكن لم يتم العمل بها نظرًا لتمثيلها استخدام لهجة واحدة. صنف اللغويون اللهجات الحديثة ضمن ثلاثة نطاقات لغوية: اللهجات الشمالية الغربية التي يتم التحدث بها في كويريتارو، وهيدالغو، وغواناجواتو؛ اللهجات الجنوبية الغربية التي يتم التحدث بها في ولاية المكسيك؛ واللهجات الشرقية التي يتم التحدث بها في مرتفعات فيراكروز، وبويبلا، وهيدالغو الشرقية وفي قرى ولاية تلاكسكالا والمكسيك.
كما هو الحال مع جميع اللغات الأوتو-بامية الأخرى، تعتبر أوتومي لغة نغمية، وتتميز معظم أشكالها بنغمات ثلاث. يشار بالأسماء نسبة للمالك فقط؛ يتسم الرقم التعددي بأداة تعريف ولاحقة لفظية، وتحمل بعض اللهجات تثنية للأرقام. لا تملك هذه اللغة علامات صرف. ويمكن وصف علم تشكيل الفعل إما باندماجي أو تجميعي حسب التحليل.

## تاريخ

### فترة بروتو-أوتومي وفترة ما قبل الاستعمار اللاحقة
يُعتقد أن اللغات الأوتوبامية قد انفصلت عن اللغات الأوتومانغوية الأخرى نحو 3500 عام قبل الميلاد. داخل الفرع الأوتومي، يبدو أن بروتو-أوتومي قد انفصلت عن بروتو-مازاهوا نحو العام 500 ميلادية. نحو عام 1000 ميلادية، بدأت بروتو-أوتومي بالانتشار والتنوع ضمن أشكال أوتومي الحديثة. كانت معظم أراضي وسط المكسيك مأهولة من قبل متحدثي اللغات الأوتوبامية قبل وصول متحدثي ناهواتل؛ أبعد من ذلك، لا يزال التوزيع الجغرافي للمراحل السلفية لمعظم لغات السكان الأصليين الحديثة في المكسيك، وروابطها مع مختلف الحضارات، غير محدد. اقتُرح كون بروتو-أوتومي-مازاهوا على الأرجح واحدة من اللغات التي يتم التحدث بها في تيوتيهواكان، أكبر مركز شعائري وسط أمريكي في الفترة الكلاسيكية، التي انتهت في العام 600 ميلادية.
لم يكن لدى شعب أوتومي في الفترة قبل الاستعمار الأوروبي للأمريكيتين نظام كتابة كامل التطور، ولكن يمكن قراءة كتاب الأزتيك الأيديوغرافية بلغة أوتومي وكذلك ناهواتل. غالبًا ما ترجمت أوتومي أسماء أماكن أو حُكام إليها بدلًا من استخدام الأسماء المكتوبة بلغة نهواتل. على سبيل المثال، تمت ترجمة الاسم «تينوختيتلان» (مكان صبار أوبونتيا) إلى «موندو» في بروتو-أوتومي، بنفس المعنى.

### الفترة الاستعمارية وأوتومي الكلاسيكية
في وقت الغزو الإسباني لوسط المكسيك، كانت أتومي تتمتع بتوزيع أوسع بكثير من الآن، مع وجود مساحات كبيرة من مناطق المتحدثين بلغة أوتومي فيي ولايتي خاليسكو وميتشوكان الحديثتين. بعد الغزو، شهد شعب أوتومي فترة من التوسع الجغرافي، حيث استخدم الإسبان محاربي أوتومي في حملات الاحتلال شمال المكسيك. أثناء تمرد ميكستون وبعده، حيث قاتل محاربو أوتومي إلى جانب الإسبان، استقر الأوتومي في مناطق ضمن كيريتارو (حيث أنشأوا مدينة كيريتارو) وغواناجواتو التي كانت مسكونة في السابق من قبل البدو الششميين. نظرًا لاستخدام مؤرخين إسبانيين من فترة الاستعمار مثل برناردينو دي ساهوغون متحدثي لغة ناهوا بشكل رئيسي كمصادر للأحداث التاريخية للمستعمرة، فقد استمرت الصورة السلبية التي رسمها شعب ناهوا حول أوتومي طيلة الفترة الاستعمارية. أعطى هذا الميل نحو شجب وتشويه سمعة الهوية الثقافية لأوتومي بالنسبة لمجموعات أخرى من السكان الأصليين دافعًا أكبر لضياع اللغة وتمازجها مع غيرها، حيث اختار العديد من أفراد شعب أوتومي اعتماد اللغة والعادات الإسبانية بحثًا عن الحراك الاجتماعي.
يستخدم مصطلح «أوتومي الكلاسيكية» للتعريف بلغة أوتومي التي كان يتم التحدث بها في القرون الأولى من الحكم الاستعماري. تلقت تلك المرحلة التاريخية من اللغة قواعد الإملاء اللاتينية ووثقها الرهبان الإسبان سعيًا منهم للتبشير الديني في صفوف شعب أوتومي. النص في أوتومي الكلاسيكية غير مفهوم بسهولة، إذ فشل الرهبان المتحدثون بالإسبانية في تمييز الأصوات المختلفة والأحرف الصوتية الساكنة المستخدمة في لغة أوتومي. كتب رهبان ورجال دين من جماعات الصداقة الإسبانية أمثال الرهبنة الفرنسيسكانية قواعد أوتومي، أولها تلك من كتابة الراهب بيدرو دي كارسيريس «فن لغة أوتومي»، الذي كُتب ربما في عام 1580، ولكنه لم يُنشر حتى العام 1907. في عام 1605، كتب ألونسو دي أوربانو قاموسًا ثلاثي اللغات (إسباني/نهواتل/أوتومي)، والذي تضمن أيضًا مجموعة صغيرة من الملاحظات النحوية حول أوتومي. يُعرف أيضًا نحويّ نهواتل، هوراسيو كاروتشي، بكتابة قواعد لأوتومي، ولكن لم تنج أي منها. من المرجح أنه مؤلف قاموس أوتومي مجهول (مخطوطة 1640). في النصف الأخير من القرن الثامن عشر، كتب كاهن يسوعي مجهول الكتاب النحوي «أضواء أوتومي» (والتي هي، بكل دقة، ليست نحوًا، وإنما تقرير عن بحث حول أوتومي)، وكتب نيفي مولينا قاموسًا وكتاب قواعد نحوية.
خلال الفترة الاستعمارية، تعلم العديد من أبناء أوتومي القراءة والكتابة بلغتهم. نتيجة لذلك، يوجد عدد كبير من الوثائق بلغة أوتومي منذ تلك الفترة، سواء دينية أو دنيوية، وأكثر تلك الوثائق شهرة، هي «وثائق هويشابان وجيلوتبيك». في أواخر الفترة الاستعمارية وبعد الاستقلال، لم تعد مجموعات السكان الأصليين تعيش حالةً منفصلة، في ذلك الوقت، فقدت أوتومي مكانتها كلغة تعليمية، منهية فترة أوتومي الكلاسيكية كلغة أدبية. أدى ذلك إلى انخفاض عدد متكلمي لغات الشعوب الأصلية، حيث اعتمدت مجموعات الشعوب الأصلية في جميع أنحاء المكسيك اللغة الإسبانية وهوية المستيزو الثقافية. إضافة إلى سياسة «الأسبنة» التي أدت إلى انخفاض سريع في عدد الناطقين بجميع اللغات الأصلية بما فيها لغة أوتومي في أوائل القرن العشرين. 

### الحالة المعاصرة
خلال التسعينيات، تراجعت الحكومة المكسيكية في سياساتها تجاه حقوق السكان الأصليين والحقوق اللغوية، وذلك بسبب اعتماد الإعلان العالمي لحقوق اللسانيات في عام 1996 والانفعال الاجتماعي والسياسي المحلي من قبل جماعات مختلفة، مثل الحراك الاجتماعي والسياسي من قبل حركة جيش زاباتيستا للتحرر الوطني، والحركات الاجتماعية المحلية. أُنشأت وكالات حكومية لامركزية كلفت بتعزيز وحماية مجتمعات ولغات الشعوب الأصلية؛ شملت تلك الوكالات المعهد الوطني للشعوب الأصلية، والمعهد الوطني للغات السكان الأصليين. على وجه الخصوص، يعترف «القانون العام للحقوق اللغوية للشعوب الأصلية» الذي صدر في 13 مارس عام 2003 بجميع لغات المكسيك الأصلية، بما فيها أوتومي، «لغة وطنية»، ويمنح الشعوب الأصلية الحق في التحدث بها سواء على صعيد الحياة العامة أو الخاصة. 

### الديموغرافية الحالية للمتحدثين باللغة وحيويتهم
في الوقت الحاضر، يتحدث بلهجات أوتومي نحو 239 متحدث، حوالي 5 إلى 6% منهم أحادي اللغة - في مناطق متفرقة على نطاق واسع. توجد أعلى نسبة للناطقين باللغة في منطقة وادي ميزكيتال في هيدالغو وفي الجزء الجنوبي من كويريتارو، حيث توجد في بعض البلديات نسب كثيفة من الناطقين بأوتومي تصل من 60 إلى 70%. بسبب أنماط الهجرة الأخيرة، يمكن العثور على أعداد صغيرة من الناطقين بأوتومي في مواقع جديدة في جميع أنحاء المكسيك والولايات المتحدة. في النصف الثاني من القرن العشرين، بدأ عدد الناطقين باللغة في الازدياد مرة أخرى، ولكن بوتيرة أبطأ من عدد السكان الآخرين بشكل عام، إذ بينما تستمر الأعداد المطلقة من المتكلمين في الازدياد، فإن أعدادهم نسبة إلى بقية سكان المكسيك تنخفض.